# Ulrich Becher
Ulrich Becher (ur. 21 stycznia 1910 w Berlinie, zm. 15 kwietnia 1990 w Bazylei) – niemiecki pisarz.

## Życiorys
W 1933 wyemigrował z Niemiec, od 1954 mieszkał w Bazylei. Napisał opowiadania Błądzić jest rzeczą ludzką (1932, wyd. pol. 1975), dramaty Niemand (1934) i Der Bockerer (1949), a także powieść Polowanie na świstaki (1969, wyd. pol. 1973) o wymowie antyfaszystowskiej.